# 新特巴斯
新特巴斯是巴西巴拉那州的一个市镇。总面积545.693平方公里，总人口8401人，人口密度15.4人/平方公里。